# Napomyza tanaitica
Napomyza tanaitica este o specie de muște din genul Napomyza, familia Agromyzidae, descrisă de Zlobin în anul 1993. Conform Catalogue of Life specia Napomyza tanaitica nu are subspecii cunoscute.